# (73657) 1981 EJ13
(73657) 1981 EJ13 – planetoida z pasa głównego asteroid okrążająca Słońce w ciągu 3,89 lat w średniej odległości 2,47 j.a. Odkryta 1 marca 1981 roku.